# 社棠站
社棠站是一个陇海线上的铁路车站，位于甘肃省天水市北道区社棠镇。现办理货运业务，客运仅办理8359/60次列车通勤业务。